# هونغ فان بنه
هونغ فان بنه (بالفيتنامية: Hoàng Văn Bình) هو لاعب كرة قدم فيتنامي في مركز الوسط، ولد في 1 فبراير 1989 في محافظة ني أن في فيتنام. شارك مع منتخب فيتنام تحت 23 سنة لكرة القدم ومنتخب فيتنام لكرة القدم. أما مع النوادي، فقد لعب مع نادي بيكامكس بين دونغ ونادي سونغ لام نغي أن.

## وصلات خارجية
- هونغ فان بنه على موقع قاعدة بيانات كرة القدم.إي يو (الإنجليزية)
- هونغ فان بنه على موقع ناشيونال فوتبول تيمز (الإنجليزية)
- هونغ فان بنه على موقع Soccerway.com (الإنجليزية)